# 安杜尼·伊拉奧拿
安杜尼·伊拉奧拿·沙格拿（1982年6月22日—），是一名前西班牙足球运动员，司职后卫。
他擁有鬥志和良好的傳球能力，他的最佳位置是右翼。

## 足球生涯
他出身於畢爾包體育會青訓系統，伊拉奧拿在2003-04球季第一次亮相一隊，即時晉身球隊的第一選擇，而經常為球隊在十二碼及罰球任劊子手。
2008年8月20日，伊拉奧拿被國家隊新主帥迪保斯基徵召，參加對丹麥的一場友誼賽。他擁有出場機會，在客勝3-0的情況下，在最後15分鐘，入替沙治奧拉莫斯。
2016年11月，宣布挂靴。

## 連結
- Athletic Bilbao profile
- Stats at Liga de Fútbol Profesional （西班牙文）
- BDFutbol profile （页面存档备份，存于）
- National team data （西班牙文）